# Gradac (gmina Derventa)
Gradac (cyr. Градац) – wieś w Bośni i Hercegowinie, w Republice Serbskiej, w gminie Derventa. W 2013 roku liczyła 12 mieszkańców.